# Прва лига Србије и Црне Горе у кошарци
Прва лига Србије и Црне Горе у кошарци је било највише кошаркашко такмичење у Србији и Црној Гори, у организацији Кошаркашког савеза Србије и Црне Горе.
Лига је настала 2003. године после стварања нове државе Србије и Црне Горе. Прво првенство Србије и Црне Горе одржано је у сезони 2003/04. у којем је учествовало 14 клубова. Током трајања лиге Србије и Црне Горе Партизан је освојио све три титуле шампиона. Лига је укупно имала три сезоне а престала је да постоји 2006. након растављања Србије и Црне Горе.

## Шампиони
- Прва лига СР Југославије (1992—2003)

| Сезона   | Првак    | Вицепрвак     | Резултат финала | Резултати утакмица          | Тренер првака   |
| -------- | -------- | ------------- | --------------- | --------------------------- | --------------- |
| 2003/04. | Партизан | Хемофарм      | 3–1             | 89:70, 89:70, 80:92, 79:77  | Душко Вујошевић |
| 2004/05. | Партизан | Хемофарм      | 3–1             | 88:74, 104:89, 75:87, 91:84 | Душко Вујошевић |
| 2005/06. | Партизан | Црвена звезда | 3–0             | 84:78, 20:0, 89:73          | Душко Вујошевић |

### Успешност клубова
| Клуб          | Шампион | Вицешампион | Година шампион   | Година вицешампион |
| ------------- | ------- | ----------- | ---------------- | ------------------ |
| Партизан      | 3       | –           | 2004, 2005, 2006 | –                  |
| Хемофарм      | –       | 2           | –                | 2004, 2005         |
| Црвена звезда | –       | 1           | –                | 2006               |